# Поездка к матери
«Поездка к матери» — российско-французский художественный фильм 2014 года режиссёра Михаила Косырева-Нестерова. Драма.
Мировая премьера состоялась в 2014 году на 45-м Международном кинофестивале в Гоа (Индия), Программа «Мировое кино». 25 августа 2016 года состоялась французская премьера фильма в Palais des Festivals et des Congrès в Каннах на XIX Фестивале российского искусства. Первый публичный показ в России состоялся в конкурсной программе 3-го кинофестиваля «Движение» (Россия, Омск) в Программе «Вперёд» в апреле 2015 года. Московская премьера состоялась в Большом зале Московского Дома кино в июне 2015 года в Российских программах 37-го Московского международного кинофестиваля (ММКФ).  20 октября 2024 года  отреставрированная  версия фильма  вышла в  линейке MTC-МЕДИА, KION на стриминговом канале KINOJAM 1. 26 октября 2024 года состоялась премьера на телеканале «Русский иллюзион» 
.

## Сюжет
Действие экзистенциальной драмы разворачивается возле горы Cент-Виктуар в окрестностях Экс-ан-Прованса, известной по картинам французского художника-постимпрессиониста Поля Сезанна. Именно здесь живёт мать Максима — главного героя, приехавшего погостить на несколько дней. Между сыном и матерью происходит конфликт. Трагические события единственного дня — встреча с матерью — переворачивают жизнь героя и Марии-Луизы — его сводной сестры, родившейся во французском браке его матери. Несколько дней, проведённых вместе, помогают молодым людям многое узнать друг о друге. Фильм предваряется эпиграфом французской писательницы Симоны де Бовуар: «Все люди смертны, но для каждого человека смерть — это бедствие, которое настигает его, как ничем не оправданное насилие, даже если человек покорно принимает её».

## В главных ролях
| Актёр                 | Роль         |
| --------------------- | ------------ |
| Артем Алексеев        | Максим       |
| Адель Экзаркопулос    | Мария-Луиза  |
| Маргарита Терехова    | Мать (голос) |
| Каролин - Софи Меггле | Хозяйка кафе |
| Франсуа Салич         | Доктор       |

## Съёмочная группа
- Продюсер: Михаил Косырев-Нестеров
- Автор сценария: Михаил Косырев-Нестеров
- Режиссёр-постановщик: Михаил Косырев-Нестеров
- Оператор-постановщик: Олег Лукичёв R.G.С.
- Композитор: Алексей Канцыру
- Звукорежиссёр новой звуковой редакции: Андрей Худяков
- Исполнительные продюсеры: Анастасия Ковтун, Сирил Ремюса

## Критика
- ОБЗОР отзывов и рецензий на фильм "Поездка к матери"[5].

- Журнал «Афиша. Daily» писал:

 Пока вокруг твердят об изоляции России, режиссёры стараются снимать кино мирового класса… «Поездка к матери» Михаила Косырева-Нестерова могла бы участвовать в любом уважающем себя европейском фестивале: к этому располагают и здравый сценарий, и награжденная по заслугам операторская работа как всегда виртуозного Олега Лукичева. К тому же снят фильм в неприлично прекрасном французском Провансе, а сестру героя (Артем Алексеев, приз за лучшую мужскую роль) сыграла обладательница каннской «Золотой пальмовой ветви» Адель Экзаркопулос, та самая, из «Жизни Адель». Сюжет — оплакивание сводными братом и сестрой, русским и француженкой, внезапно умершей матери. Её черты, в фильме вовсе не показанные, изящно ограничены голосом за кадром. Голос принадлежит великой Маргарите Тереховой — прозрачное напоминание о другой Матери, из «Зеркала» Тарковского, и о тех временах, когда с подачи этого режиссёра российское кино было органичной частью мирового". 

## Новая звуковая редакция
В 2023 году на технической базе комплекса звукового пост-продакшн компании «СинеЛаб СаундМикс» выпущена новая звуковая редакция фильма. Звукорежиссёр ремикса Андрей Худяков.

## Награды
- Приз за лучшую мужскую роль (Артем Алексеев). 3-й кинофестиваль «Движение» (Россия, Омск), Программа «Вперед», апрель 2015 г.[7];
- Приз за лучшую операторскую работу (Олег Лукичев). 3-й кинофестиваль «Движение» (Россия, Омск), Программа «Вперед», апрель 2015 г.[8];
- Специальный приз Президента фестиваля. XIII Открытый российский фестиваль кино и театра «Амурская осень» (Россия), конкурс полнометражных фильмов, сентябрь 2015 г.[9];
- Гран-при «The Dutch Golden Stone» за лучший игровой фильм. Международный кинофестиваль — SCENECS International Film Festival (Нидерланды), конкурс, 15-22 апреля 2016 г.[10][11];
- Приз за Лучший сценарий. XVIII Всероссийский Шукшинский кинофестиваль (Россия, Барнаул), конкурс, 19-24 июля 2016 г.[12];
- Призёр зрительских симпатий в номинации «Лучший независимый фильм». XXV Chichester International Film Festival (Великобритания), конкурс, 11-28 августа 2016 г.[13][14];
- Приз за Лучшую операторскую работу. (Номинация оператора Олега Лукичева). Международный кинофестиваль Västerås Filmfestival (Швеция), конкурс, 28 сентября — 2 октября 2016 г.[15];
- Гран-при за лучший полнометражный фильм. 1-й Красноярский международный кинофестиваль (Россия), конкурс, 12-15 октября 2016 г.[16];
- Приз Маргарите Тереховой за Лучшее исполнение женской роли (озвучание роли Матери). 1-й Красноярский международный кинофестиваль (Россия), конкурс, 12-15 октября 2016 г.[17];
- Приз Адель Экзаркопулос за лучшую женскую роль. 1-й Красноярский международный кинофестиваль (Россия), конкурс, 12-15 октября 2016 г.[18];
- Приз за лучшую женскую роль Адель Экзаркопулос — Почетный Диплом жюри (Honorable Mention Certificate). BLOW-UP · Chicago International Arthouse FILM FEST (США), октябрь 2016 г.[19];
- Гран-при — Лучший фильм. Международный кинофестиваль FilmmakerDay в Турине (Италия), 17 марта 2017 г.[20];
- Гран-при — Лучший фильм. VIII онлайн-фестиваль кино и театра «Дубль два@» (Россия), конкурс полнометражных фильмов, 3 — 13 апреля 2017 г.[21][22];
- Главный приз «Die Goldene Altmühl» за Лучший полнометражный фильм. Международный кинофестиваль Eichstätter Filmfest в Айхштетт (Германия), 19-22 октября 2017 г.[23][24].